# Лончаково
Лончако́во — село в Бикинском районе Хабаровского края Российской Федерации. Административный центр и единственный населённый пункт сельского поселения «Село Лончаково».

## География
Лончаково стоит на правом берегу Уссури при впадении в неё реки Шивки, на российско-китайской границе. Село находится в пограничной зоне, въезд по специальному разрешению.
Расстояние до Бикина около 45 км (на юг от Лермонтовки).

## История
Основано в 1859 году как казачья станица. Основатели — 7 семей забайкальских казаков во главе с казачьим урядником Е. С. Воропаевым

## Население
| 1992 | 2002 | 2010 | 2011 | 2012 | 2013 | 2014 |
| ---- | ---- | ---- | ---- | ---- | ---- | ---- |
| 750  | ↘605 | ↘534 | ↘532 | ↗537 | ↗538 | ↘533 |
| 2015 | 2016 | 2017 | 2018 | 2019 | 2020 | 2021 |
| ↘521 | →521 | ↘504 | ↘503 | ↘498 | ↘484 | ↗565 |

## Инфраструктура
- МБДОУ детский сад № 9[15]
- МБОУ СОШ сельского поселения «Село Лончаково»[15]
- Детский лагерь «Живём у границы»[15]

- МУК кинодосуговый информационный центр
- Фельдшерско-акушерский пункт,
- Отделение почты России;
- Отделение с. Лончаково службы г. Бикина ФСБ по Хабаровскому краю и ЕАО.

## Транспорт
Дорога к селу Лончаково идёт на юго-запад от села Лермонтовка, расстояние около 11 км.